# دیوید اکر
دیوید اکر (انگلیسی: David Aaker؛ ۱۹۳۸ (۸۶–۸۷ سال) – ) استاد مدیریت و حوزه بازاریابی اهل شهر فارگو  ایالات متحده آمریکا بود.  او استاد بازنشسته دانشگاه مدرسه کسب و کار هاس (Haas school of business)
می‌باشد و در بزرگی مدرسه هاس همین بس که طبق رتبه‌بندی Economist، جزء 
بهترین مدارس کسب و کار دنیا قرار گرفته است. دیوید آکر مدرک کارشناسی خود را از مدرسه مدیریت اسلون (MIT Sloan 
School of management) که زیرمجموعه دانشگاه بزرگ MIT است، دریافت نموده. این مدرسه یکی از قوی‌ترین مدارس مدیریت دنیا بوده و جالب است که  بدانید، ورود به دوره MBA آن فراتر از حدی که تصور می‌نمایید، دشوار است. 
آکر همچنین مدرک کارشناسی ارشد آمار و دکترای مدیریت کسب و کار خود را از 
دانشگاه استنفورد کسب نموده است، دانشگاهی که هم‌اکنون دختر او یعنی جنیفر 
آکر، در آنجا به عنوان استاد بازاریابی تدریس می‌نماید.
در نهایت، در سال 
2015 به دلیل فعالیت‌های فراوان در حوزه بازاریابی، به تالار مشاهیر انجمن 
بازاریابی آمریکا پیوست.